# The Most Beautiful Girl in the World (Lied)
The Most Beautiful Girl in the World (englisch für Das schönste Mädchen auf der Welt) ist ein 1994 veröffentlichter Song des US-amerikanischen Musikers Prince, den er geschrieben, komponiert, arrangiert und produziert hat. Das Stück brachte er am 9. Februar 1994 bei seinem damals neu gegründeten Musiklabel NPG Records als Single heraus. Im Mai desselben Jahres erschien der Song auch in Remix-Versionen auf der EP The Beautiful Experience und im September 1995 auf seinem 17. Studioalbum The Gold Experience.
Aufgrund von Differenzen mit Warner Bros. Records legte Prince seinen Künstlernamen am 7. Juni 1993 ab und trug stattdessen ein unaussprechbares Symbol als Pseudonym. The Most Beautiful Girl in the World ist die erste Single unter Prince’ Symbol und war kommerziell international sehr erfolgreich; beispielsweise ist es sein erster Nummer-eins-Single-Hit in England. Außerdem konnte der Song Nummer eins in der Schweiz, Dänemark, in den Niederlanden, Spanien, Australien und in Neuseeland werden. Erst 2021 wurde per Gerichtsbeschluss entschieden, The Most Beautiful Girl in the World ist ein Plagiat von einem Italo-Disco-Stück aus dem Jahr 1983.
The Most Beautiful Girl in the World stammt aus dem Genre Popmusik und die Singleversion ist 4:07 lang. Der Liedtext handelt unter anderem davon, dass vor allem „Innere Schönheit“ wichtig sei.

## Entstehung

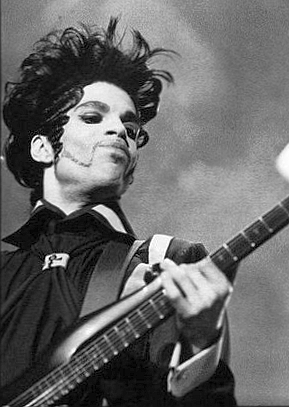
Prince, 1993

Im Zeitraum von 1993 bis 2000 wollte Prince nicht mehr mit der Schallplattenfirma Warner Bros. Records zusammenarbeiten, da er unter anderem der Meinung war, Warner vermarkte seine Tonträger nicht professionell genug. Von daher wollte er der Schallplattenfirma keine neuen Songs mehr zukommen lassen, obwohl er noch bei ihnen unter Vertrag stand.
The Most Beautiful Girl in the World nahm Prince am 20. September 1993 auf. Er wandte sich dann an den US-amerikanischen Musikproduzenten Al Bell, der 1970 das Musiklabel Stax Records kaufte und Ende der 1980er Jahre das Independent-Label Bellmark Records gründete. Bell und Prince kannten sich bereits, da Bell im Jahr 1993 in Prince’ Paisley Park Studio in Chanhassen in Minnesota für Mavis Staples damaliges Album The Voice arbeitete. Prince konnte sich mit Bell einigen und ließ The Most Beautiful Girl in the World über Bellmark Records vertreiben. Außerhalb der USA wurde der Song von Independent-Labels wie beispielsweise der Edel Company in Deutschland vertrieben.
Warner Bros. Records willigte nur unter der Bedingung ein, dass Prince sämtliche Vorauszahlungen und Musikpromotion zur Single selbst übernimmt. Er investierte für die Vermarktung zwei Millionen US-Dollar und ließ am 10. Dezember 1993 in den US-amerikanischen Zeitungen Entertainment Weekly, New York Magazine und The Village Voice eine Anzeige mit folgendem Inhalt platzieren: „Junggeselle sucht das schönste Mädchen der Welt, um mit ihr den Urlaub zu verbringen“. Dieselbe Annonce erschien auch in der niederländischen Tageszeitung Algemeen Dagblad und in der spanischen Tageszeitung El País. Interessenten sollten Videos und/oder Fotos von sich an die angegebene Paisley-Park-Studio-Adresse schicken. Das eingesandte Material wurde für die Vermarktung der Single The Most Beautiful Girl in the World verwendet. Über 50.000 junge Frauen weltweit meldeten sich auf genannte Annonce. Sieben von ihnen wurden ausgewählt, um im Musikvideo des Songs aufzutreten und 30 weitere wurden auf dem Cover der Single abgebildet.
Am 13. Februar 1994 feierte Prince eine The Most Beautiful Girl in the World-Release-Party in seinem Paisley Park Studio. Er spielte mit seiner Begleitband The New Power Generation ein 70-minütiges und ausverkauftes Konzert vor 1.375 Zuschauern, das gefilmt wurde. Anwesende Gäste waren unter anderem Bernie Mac, Magic Johnson und Tevin Campbell. Bei diesem Konzert wurden die sieben Gewinnerinnen bekannt gegeben, die letztendlich im Musikvideo zu sehen sind. Anschließend folgte die Premiere des Musikvideos. Am 6. März 1994 spielte Prince The Most Beautiful Girl in the World zum ersten Mal live; das zweistündige Konzert fand damals auch im Paisley Park Studio statt. Das letzte Mal spielte er den Song im Rahmen seiner Piano & A Microphone 2016-Tournee am 14. April 2016 im Fox Theatre in Atlanta in Georgia.

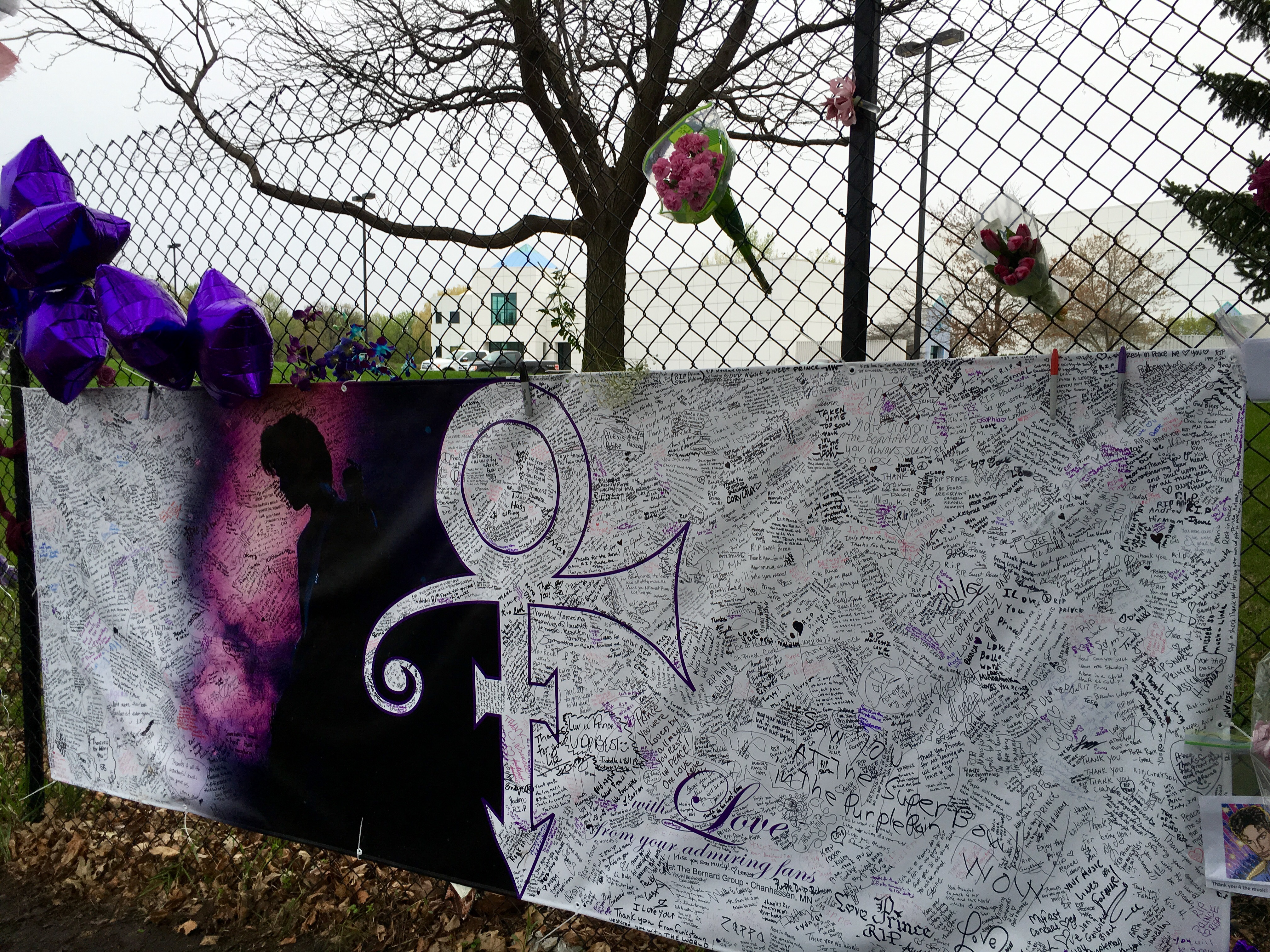
Das unaussprechbare Symbol

Am 11. März 1994 stellte Prince Warner Bros. Records das Album Come vor, wobei er den Song The Most Beautiful Girl in the World wegließ. Warner fragte, ob er diesen mit auf die Tracklist nehmen könne, womit sich Prince einverstanden zeigte. Am 19. Mai 1994 stellte er dann eine endgültige Fassung von Come vor, verweigerte aber erneut, The Most Beautiful Girl in the World auf der Tracklist dabei zu haben. Als Begründung gab er an, die Songs von Come seien Prince-Songs, da er aber momentan nicht so heiße, sei The Most Beautiful Girl in the World kein Prince-Song. Marylou Badeaux, damalige Vizepräsidentin von Warner Bros. Records, sagte: „Mo und Lenny waren bestürzt, dass ‚Beautiful Girl‘ [sic] nicht auf der Platte war. Man glaubte, dass er dem Label jetzt nur noch irgendetwas hinwarf, um seinen Vertrag zu erfüllen.“ Mo Ostin und Lenny Waronker (* 1941) waren damalige Vorstandsvorsitzende von Warner Bros. Records.
Als Reporter nach der Meinung von Warner Bros. Records über die Vorgehensweise von Prince fragten, antwortete der damalige Warner-Sprecher Bob Merlis: „Er kann es deswegen machen, weil er unserer Zustimmung besitzt. Er ist immer noch ein Künstler von Warner Bros. und sollte er ein Album veröffentlichen, wird dieses für uns sein.“ Prince’ damaliger Pressesprecher Chris Poole, dessen Unternehmen Poole Edwards unter anderem für die Werbekampagne von Tin Machine zuständig war, vertrat folgende Meinung: „Ich denke, folgendes ist geschehen: Warner dachte ‘Oh ja, wir zeigen es ihm. Wir lassen ihn seine eigene Platte alleine veröffentlichen und dann wird er schon sehen, wie schwierig dieses sein wird’“.
Warner Bros. Records zeigte sich über den kommerziellen Erfolg der Single überrascht und rechnete nicht damit, dass The Most Beautiful Girl in the World Prince’ erfolgreichste Single seit Batdance aus dem Jahr 1989 werden würde. Die Schallplattenfirma hatte lediglich zur Singleveröffentlichung eingewilligt, im Glauben, Prince kehre anschließend wieder zum Label zurück.

## Gestaltung des Covers
Für die Covergestaltung waren Grafik-Designer Jeff Munson und Levi Seacer Jr., damaliger Rhythmusgitarrist in Prince’ Begleitband The New Power Generation, zuständig. Auf dem Frontcover sind einige Gesichter von den jungen Frauen zu sehen, die sich am 10. Dezember 1993 auf Prince’ Annonce gemeldet hatten. Diese Gesichter werden aber zum Großteil von einer Art orangefarbenen Sprechblase überdeckt. In dieser Sprechblase steht in lilafarbener Schrift „the Most Beautiful Girl in the World“. Unten mittig ist das unaussprechbare Symbol von Prince in gelber Farbe abgebildet sowie ein Kussmund in derselben Farbe. Oben am Rand des Covers ist in Spiegelschrift „Beauty Inside“ zu lesen. Im Innencover sind weitere Gesichter von den Gewinnerinnen der Annonce zu sehen und der Liedtext des Songs abgedruckt. Der Name „Prince“ ist nirgends zu lesen.

## Musik

### Musikalischer Stil
Prince schrieb, komponierte, arrangierte und produzierte den Song The Most Beautiful Girl in the World. Zudem spielte er alle Instrumente selbst ein. Koproduzent und Co-Arrangeur war der Musiker Ricky Peterson (* 1958), abgemischt wurde es von Tom Tucker (* 1949; † 2012). Nachdem Prince das Stück aufgenommen hatte, spielte der Studiomusiker Jimi Behringer (* 1953) zusätzlich noch Gitarre ein. Peterson und Behringer stammen beide, wie Prince, aus Minneapolis.
The Most Beautiful Girl in the World ist ein Song aus dem Genre Popmusik. Das Stück beginnt mit dem Erklingen einer Harfe, die in seiner Dynamik langsam lauter wird – der umgekehrte Effekt vom Fadeout. Im Verlauf des Songs sind Soundeffekte wie Vogelgezwitscher und tropfende Regentropfen zu hören. Die Melodie und Musikproduktion des Titels erinnert zuweilen an den Phillysound, einer Stilrichtung des Souls aus den 1970er Jahren.

### Gesang und Text
Der von Prince verfasste Liedtext singt er hauptsächlich im für ihn typischen Falsett. Erst ab 3:16 Minuten benutzt er kurzzeitig tiefe Stimmlagen, wenn er den Refrain mit der zweiten Stimme singt. Seine damalige Freundin Mayte Garcia, die er im Jahr 1996 heiratete, inspirierte Prince zum Liedtext. Der Song beginnt mit dem Refrain, was für Prince-Songs untypisch ist, der lautet:
| Could U be the Most Beautiful Girl in the World It’s plain 2 see, U’re the reason that God made a girl | Kann es sein, dass du das schönste Mädchen auf der ganzen Welt bist? Es ist offensichtlich, du bist der Grund, warum Gott Frauen erschaffen hat |

Im weiteren Verlauf nimmt der Liedtext zuweilen spirituelle Züge an. Am Schluss kommt Prince zur Erkenntnis, dass innere Schönheit wichtiger als ein äußeres Erscheinungsbild sei.
| Who’d allow a face 2 be soft as a flower I can bow and feel proud in the face of this power … Cuz baby, this kind of beauty has got no reason 2 be shy This kind of beauty is the kind that comes from inside | Wer hat nur erlaubt, dass ein Gesicht so zart wie eine Blume ist? Ich kann nur niederknien und angesichts dieser Kraft stolz sein … Denn, mein Schatz, diese Art von Schönheit hat keinen Grund schüchtern zu sein Diese Art von Schönheit kommt von innen |

1997 sagte Prince in einem Interview mit dem US-Modemagazin Harper’s Bazaar, er habe verschiedene Balladen für Mayte Garcia geschrieben, wie beispielsweise The Most Beautiful Girl in the World. Unter anderem mache Garcia es für ihn einfacher, über Gott zu sprechen. Außerdem sagte er über seine damalige Ehefrau: „Sie versucht mich nicht zu ändern, aber sie macht mir gewisse Dinge bewusster.“ Doch im Jahr 2017, ein Jahr nach Prince’ Tod, schrieb Garcia in ihrem Buch The Most Beautiful: My Life with Prince: „Ich weiß, dass außer mir mindestens drei weitere Frauen der Überzeugung sind, dass Prince dieses Lied für sie geschrieben hat.“

## Veröffentlichungen
The Most Beautiful Girl in the World erschien am 9. Februar 1994 als Vinyl-Single, MC und CD-Single. Ferner wurde der Song auch als 4U-Gift-Box-Edition veröffentlicht, eine als Sonderausgabe nur vorübergehend erhältliche CD-Single. Auf genannten Tonträgern ist der Song 4:07 Minuten lang. Als B-Seite wollte Prince ursprünglich den Song New World platzieren, doch Warner Bros. Records erlaubte ihm nicht, mehr als einen Song unabhängig zu veröffentlichen. Deswegen dient als B-Seite das Stück Beautiful, eine 3:55-minütige Remix-Dance-Version von The Most Beautiful Girl in the World. Den Song New World veröffentlichte Prince schließlich auf seinem Album Emancipation im Jahr 1996.

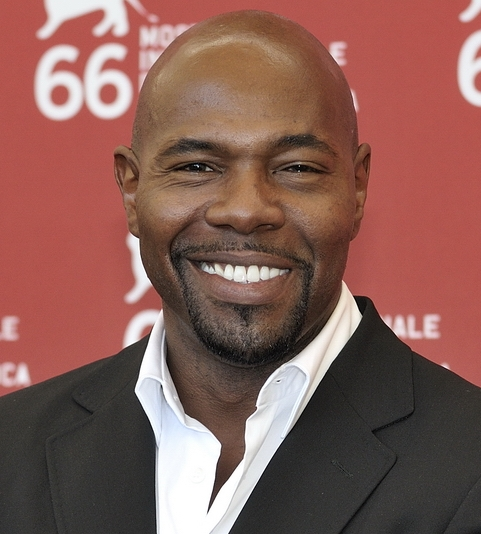
Regisseur Antoine Fuqua, 2009

Die Singleversion und Beautiful sind auch auf der Vinyl-Maxi-Single enthalten, wobei als B-Seite zusätzlich die Remixe Beautiful Extended Club Version (6:25) und Beautiful Beats (3:30) zu finden sind. Ferner spielten am 4. März 1994 die niederländischen Radiosender Radio Veronica und TROS einen zehnminütigen Zusammenschnitt von The Most Beautiful Girl in the World-Remixen, der auf Tonträger nicht erhältlich ist.
The Most Beautiful Girl in the World wurde im Mai 1994 auch auf der EP The Beautiful Experience und im September 1995 auf dem Album The Gold Experience veröffentlicht, wobei dieser in einer leicht abgeänderter Version 4:25 Minuten lang ist. Ferner wurde der Song auch auf der japanischen Ausgabe des Albums 1-800 New Funk veröffentlicht, ein im August 1994 erschienener Sampler von Prince’ Kompositionen. Allerdings sind auf dem Sampler die jeweiligen Versionen von Brian Gallagher und Mayte Garcia zu hören.

### Musikvideo
Am 29. Januar 1994 drehte Prince zusammen mit Regisseur Antoine Fuqua ein Musikvideo für den Song in seinem Paisley Park Studio in Chanhassen. Ursprünglich sollten die Dreharbeiten am 23. Januar 1994 in der Los Angeles City Hall stattfinden, doch aufgrund des Northridge-Erdbebens wurden die Dreharbeiten abgesagt und sechs Tage später nach Minneapolis verlegt. Im Video steht Prince unter anderem auf einer Art Podest und singt den Song mit seiner Begleitband The New Power Generation.
Prince stellt sich als Verehrer von schönen Frauen dar, wobei seine damalige Freundin Mayte Garcia aber nicht zu sehen ist; stattdessen treten Frauen verschiedenen Alters, unterschiedlicher Herkunft und jeder Statur im Video auf. Zudem sind mehrfach Filmszenen eines jungen Paares eingeschoben, in denen dieses im Verlauf heiratet und die Frau Wehen bekommt. Außerdem treten die sieben Gewinnerinnen auf, die sich auf die Annonce vom 10. Dezember 1993 gemeldet hatten. Das Musikvideo preist die Schönheit der weiblichen Ermächtigung, die erste fiktive schwarze Präsidentin – dargestellt von Nona Gaye – sowie die Bildungsförderung für Kinder. Karrierefrauen sind ebenfalls zu sehen. Ab Minute 4:02 ist Schauspielerin Vanessa Marcil zu sehen, wie ihr ein Filmpreis verliehen wird. Zudem hat gegen Ende des Videos die US-amerikanische Pädagogin Marva Collins (* 31. August 1936; † 24. Juni 2015) einen Cameo-Auftritt. Seit Februar 2022 kann das Musikvideo in Full HD auf Prince’ YouTube-Kanal angesehen werden, der von The Prince Estate („Der Prince-Nachlass“) verwaltet wird.
Ferner produzierte Prince im Februar 1994 in seinem Paisley Park Studio auch ein Video zum Mustang Mix sowie ein zehnminütiges Video zu Beautiful, das im Film The Beautiful Experience zu sehen ist.

### Plagiatsvorwürfe
1994 erzielte The Most Beautiful Girl in the World Platz 9 der italienischen Singlecharts, und ein Jahr später reichten die beiden italienischen Songwriter Bruno Bergonzi und Michele Vicino eine Klage gegen Prince beim zuständigen Gericht in Italien ein. Bergonzi und Vicino vertraten die Meinung, der Song ist ein Plagiat ihres im Jahr 1983 erschienen Italo-Disco-Songs Takin’ Me to Paradise, gesungen von dem Italiener Jay Rolandi unter seinem Pseudonym Raynard J. Nachdem die Klage im Januar 2003 aber abgewiesen wurde, erhoben die Songwriter Einspruch, worauf 2007 ein italienisches Berufungsgericht entschied, The Most Beautiful Girl in the World ist tatsächlich ein Plagiat von Takin’ Me to Paradise und verbot die Verbreitung des Prince-Songs im italienischen Staat.
Aber Prince’ Rechtsanwälte legten Berufung ein, doch im Mai 2015 entschied die Corte Suprema di Cassazione – das höchste Gericht der ordentlichen Gerichtsbarkeit Italiens – zugunsten der Songwriter und stellte fest, die von Bergonzi und Vicino beklagte und erlittene „künstlerische Frustration“ als Folge des Plagiats ist ausreichend, um den Anspruch auf Entschädigung für das Urheberpersönlichkeitsrecht zu rechtfertigen. Das Urteil musste aber noch, auf Prince’ Kosten, in zwei italienischen Tageszeitungen und in zwei Musikfachzeitschriften publik gemacht werden, was jedoch nicht passierte. US-amerikanische Justizbehörden versuchten mehrfach, Prince das gefällte Urteil in seinem Paisley Park Studio in Chanhassen in Minnesota zukommen zulassen, aber jedes Mal sei dort niemand zu erreichen gewesen. Da Prince im April 2016 überraschend starb, verzögerte sich die Sachlage weiter – Royaltys für The Most Beautiful Girl in the World hatten Bergonzi und Vicino aber bereits erhalten.
Im Jahr 2018 erließ dann ein italienisches Berufungsgericht ein Urteil, das den Erben von Prince (The Prince Estate) jede weitere Vervielfältigung von The Most Beautiful Girl in the World untersagte. Zudem sollte The Prince Estate 956.608 Euro für den wirtschaftlichen Schaden sowie 40.000 Euro für den „künstlerischen Ärger“, den Bergonzi und Vicino aufgrund des Plagiats ihres Originalwerks erlitten hatten, bezahlen. Aber The Prince Estate focht diese Entscheidung erneut an, was vom Corte Suprema di Cassazione jedoch vollständig zurückgewiesen wurde.
Am 25. Januar 2021 bestätigte die Corte Suprema di Cassazione das Urteil von 2018 und The Prince Estate musste insgesamt 996.608 Euro Schadenersatz an Bergonzi und Vicino bezahlen. Das Urteil ist rechtskräftig und kann nicht mehr angefochten werden, worauf das Musikvideo zu The Most Beautiful Girl in the World seit Februar 2022 auf dem YouTube-Kanal von The Prince Estate angesehen werden kann.

## Rezeption

### Chartplatzierungen
The Most Beautiful Girl in the World avancierte zum Nummer-eins-Hit in Australien, Dänemark, Neuseeland, den Niederlanden, der Schweiz und Spanien. Außerdem war es zu Prince’ Lebzeiten einziger Nummer-eins-Hit als Interpret im Vereinigten Königreich; dort konnte er jedoch bereits 1984 als Songwriter für I Feel for You von Chaka Khan und 1990 für Nothing Compares 2 U von Sinéad O’Connor Platz eins erzielen.
| ChartsChartplatzierungen       | Höchstplatzierung | Wochen |
| ------------------------------ | ----------------- | ------ |
| Deutschland (GfK)              | 9 (23 Wo.)        | 23     |
| Österreich (Ö3)                | 5 (12 Wo.)        | 12     |
| Schweiz (IFPI)                 | 1 (22 Wo.)        | 22     |
| Vereinigte Staaten (Billboard) | 3 (26 Wo.)        | 26     |
| Vereinigtes Königreich (OCC)   | 1 (14 Wo.)        | 14     |

| ChartsJahrescharts (1994)      | Platzierung |
| ------------------------------ | ----------- |
| Deutschland (GfK)              | 46          |
| Schweiz (IFPI)                 | 15          |
| Vereinigte Staaten (Billboard) | 19          |

### Auszeichnungen für Musikverkäufe
| Land/Region                  | Auszeichnungen für Musikverkäufe (Land/Region, Auszeichnung, Verkäufe) | Verkäufe  |
| ---------------------------- | ---------------------------------------------------------------------- | --------- |
| Australien (ARIA)            | Platin                                                                 | 70.000    |
| Europa (Impala)              | Diamant                                                                | 250.000   |
| Neuseeland (RMNZ)            | Platin                                                                 | 15.000    |
| Vereinigte Staaten (RIAA)    | Gold                                                                   | 500.000   |
| Vereinigtes Königreich (BPI) | Silber                                                                 | (200.000) |
| Insgesamt                    | 1× Silber · 1× Gold · 2× Platin · 1× Diamant ·                         | 835.000   |

Hauptartikel: Prince/Auszeichnungen für Musikverkäufe

### Grammy-Nominierung 1995
1995 wurde Prince bei den Grammy Awards für The Most Beautiful Girl in the World in der Kategorie „Best Male Pop Vocal Performance“ nominiert, gewann aber nicht.

## The Beautiful Experience
Am 3. April 1994 zeigte der britische Fernsehsender Sky One den Musikfilm The Beautiful Experience. Regisseur war Prince und der 70 Minuten lange Film besteht unter anderem aus Live-Footage vom Paisley-Park-Konzert am 13. Februar 1994 sowie aus Musikvideos von damals noch unveröffentlichten Songs. Beispielsweise sind Musikvideos zu den Songs Loose!, Papa, Pheromone und Race zu sehen, die im August 1994 auf dem Album Come veröffentlicht wurden. Außerdem enthält der Musikfilm ein zehnminütiges Musikvideo von The Most Beautiful Girl in the World. Da sich Prince im Jahr 1994 im Streit mit der damaligen Plattenfirma Warner Bros. Records befand, veröffentlichte er Produktionen, die er – unter seinem damaligen Pseudonym – parallel zum laufenden Warner-Bros.-Vertrag bei anderen Firmen abschloss.
Hauptdarstellerin im Musikfilm ist Nona Gaye, die Tochter von Marvin Gaye. The Beautiful Experience schildert die Geschichte von einer Frau, die anfangs ein negatives Selbstbild besitzt. Im weiteren Verlauf entwickelt sich diese zu einer selbstsicheren Person, die sich ihrer Schönheit bewusst wird. Die zuweilen komplexe und anspruchsvolle Handlung wird durch eine Erzählung und Prince-Liveauftritte wiedergegeben.
The Beautiful Experience (englisch für Die schöne Erfahrung) heißt auch die zwölfte EP von Prince und erschien am 17. Mai 1994 bei dem Label NPG Records / Bellmark Records. Die EP enthält eine um 30 Sekunden längere Version der Single The Most Beautiful Girl in the World sowie eine längere Version von der B-Seite Beautiful. Außerdem sind fünf weitere Remixe vorhanden, auf der japanischen Edition mit Beautiful Extended Club Version und Sax Mix noch zwei zusätzliche Versionen. Die Version Sax Mix ist eine von Tenorsaxophonist Brian Gallagher (* 23. November 1963; † 3. März 2016) gespielte Instrumentalversion der Prince-Single, die auch als Brian’s Mix und Saxophone Version veröffentlicht wurde. Gallagher koppelte seine Version im Sommer 1994 ebenfalls als Single aus. The Beautiful Experience wurde in den internationalen Hitparaden entweder in der Singlehitparade oder in der Albumhitparade geführt, Goldstatus wurde jedoch nicht erreicht.
Zwei Singles wurden von The Beautiful Experience ausgekoppelt: Staxowax wurde in einer Radio Edit Version auf MC und CD veröffentlicht, die 5:00 Minuten lang ist. Als B-Seite ist der Song Sexy Staxophone and Guitar in einer auf 3:36 Minuten gekürzten Version vorhanden. Ferner erschien eine Vinyl-Promo-Maxi-Single von Staxowax. Außerdem erschien der Mustang Mix (6:19) mit der B-Seite Mustang Instrumental (3:26) auf MC und CD. 1996 nahm Prince eine überarbeitete Version auf und nannte diese Mustang Mix ’96, die er aber nicht veröffentlichte.
Von The Beautiful Experience wurden mit Mustang Mix und Beautiful zwei Musikvideos veröffentlicht. Das Musikvideo zum Mustang Mix drehte Prince im Januar 1994 in seinem Paisley Park Studio und überarbeitete es am 17. März 1994 in den Gregory-Mcclatchy-Film-Studios in Los Angeles. Es zeigt einen Auftritt von ihm und seiner Begleitband The New Power Generation, wobei er im Livegesang zu hören ist. Mayte Garcia tanzt währenddessen auf einem Klavier und trägt ein blaues Minikleid in Kombination mit schwarzen Stiefeln.
Das Musikvideo zu Beautiful ist direkt aus dem Musikfilm The Beautiful Experience entnommen und zeigt, wie Prince posierend von schönen Frauen umgeben ist.
| ChartsChartplatzierungen              | Höchstplatzierung | Wochen |
| ------------------------------------- | ----------------- | ------ |
| Deutschland (Albumcharts)             | 29 (9 Wo.)        | 9      |
| Österreich (Albumcharts)              | 16 (3 Wo.)        | 3      |
| Schweiz (Singlecharts)                | 4 (1 Wo.)         | 1      |
| Vereinigte Staaten (Albumcharts)      | 92 (12 Wo.)       | 12     |
| Vereinigtes Königreich (Singlecharts) | 18 (5 Wo.)        | 5      |

## Coverversionen
Diverse Musiker aus den unterschiedlichsten Genres nahmen Coverversionen von The Most Beautiful Girl in the World auf. Prince’ damalige Freundin und spätere Ehefrau Mayte Garcia nahm im Jahr 1994 den Song als The Most Beautiful Boy in the World auf und schildert den Liedtext aus der weiblichen Perspektive. Außerdem singt sie mit ¿Quieres ser el mas bello de este mundo? eine spanische Version ihrer Interpretation. Saxophonist Eric Leeds (* 1952), der ab dem Jahr 1983 immer wieder bei Prince in der Band spielte, nahm ebenfalls im Jahr 1994 mit Beautiful Girl eine Instrumentalversion auf. Der italienische Komiker, Sänger und Moderator Leone di Lernia veröffentlichte 1994 mit Concettina eine Parodie von The Most Beautiful Girl in the World und brachte diese auf seinem Album Leonemania heraus.
Die japanische Sängerin Kahoru Kohiruimaki (* 1967) nahm im Jahr 1995 eine Version in ihrer Landessprache auf und schildert den Liedtext ebenfalls aus der weiblichen Sichtweise. Das Musikproduzententeam Absolute featuring Slim Chance coverte 1999 The Most Beautiful Girl in the World. 2002 interpretierten das Stück sowohl die US-amerikanische Punk-Band Rizzo als auch der Schweizer Jazz-Pianist Alex Bugnon. Die schwedische Jazz-Band Martini Lizards nahm den Song im Jahr 2006 neu auf.
Zudem nahmen verschiedene Popmusik-Orchester The Most Beautiful Girl in the World neu auf, wie beispielsweise The Pop du Monde Orchestra im Jahr 1997, The Songrise Orchestra im Jahr 1999 und The Orchestra of Dreams im Jahr 2006. Im Jahr 2023 brachte das deutsche Produzententeam Kenny Laakkinen und SXloud featuring Tom Luca eine Dance-Version mit Namen Most Beautiful Girl heraus.
Ferner erschien der Song auf verschiedenen Karaoke-CDs. Die Sängerin Ophélie Winter nahm 1994 mit Le Garçon le plus beau dans l’univers eine Version aus der weiblichen Perspektive in Französisch auf, die aber nicht veröffentlicht wurde.